# Метеостанция

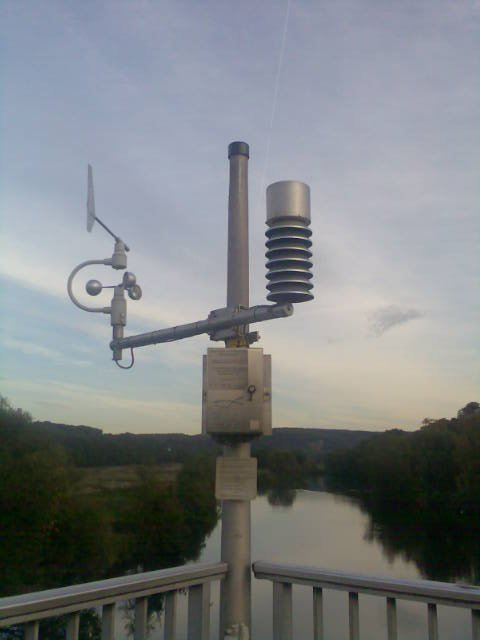
Метеостанция. Виттен (Германия), 2006.

Метеостанция — специальное учреждение, обладающее метеоплощадкой, удовлетворяющей определённым требованиям, на которой установлены стандартные приборы для непрерывных метеорологических измерений (наблюдений за погодой и климатом) в установленные сроки по единой методике в определённой последовательности, и передаче собранных данных в Гидрометцентр или иным потребителям.
Различают аналоговые и цифровые метеорологические станции.
На классической (аналоговой) метеостанции имеются:
- термометры для измерения температуры воздуха и почвы на разных глубинах,
- максимальный и минимальный термометры для измерения максимальной и минимальной температуры воздуха в период между стандартными сроками наблюдений,
- барометр для измерения атмосферного давления,
- гигрометр для измерения влажности воздуха,
- анеморумбометр (или флюгер) для измерения скорости и направления ветра,
- осадкомер для измерения осадков,
- плювиограф для непрерывной регистрации жидких осадков в тёплый период года,
- термограф для непрерывной регистрации температуры воздуха,
- гигрограф для непрерывной регистрации влажности воздуха,
- психрометр для измерения температуры и влажности воздуха,
- гололёдный станок для измерения гололедно-изморозевых отложений,
- ледоскоп для определения изморози и инея,
- барограф для определения барометрической тенденции,
- рейка снегомерная для измерения высоты снежного покрова.

При больших объёмах работы на метеостанциях могут дополнительно использоваться
- Трансмиссометр для измерения метеорологической оптической дальности,
- Облачный прожектор (облакомер) для измерения нижней границы облаков,
- испаромер ГГИ-3000 для измерения величины испарения с земной поверхности,
- гелиограф для непрерывной регистрации солнечного сияния,

и иные приборы.
В узком смысле метеостанция — учреждение, проводящее метеорологические наблюдения. Основным официальным метеостанциям мира присвоены синоптические индексы. В России большинство метеостанций находятся в ведении Росгидромета. В зависимости от установленного объёма наблюдений, метеостанции имеют определённый разряд. Данные метеостанций СССР публиковались в «Метеорологическом ежемесячнике».

## Классификация цифровых метеостанций
Дорожные метеорологические станции
Помимо перечисленных выше датчиков в дорожных метеорологических станциях
используют датчик температуры поверхности и
датчик температуры на глубине 30см (под покрытием), а также контроллер и GPRS модуль для передачи данных в информационные центры.
Для информирования водителей о погодной обстановке используют информационные табло, с температурой поверхности и воздуха.
Также на табло могут появляться предупреждения (МОКРАЯ ДОРОГА, БОКОВОЙ ВЕТЕР и т. п.)
Лесные метеорологические станции
Лесные метеостанции служат для предупреждения возможности лесных пожаров. Чаще всего такие метеостанции работают от аккумуляторов. Станции собирают климатические данные, такие как влажность дерева, почвы и температура на различных уровнях высотности лесов. Данные обрабатываются и моделируется карта пожарной активности, что помогает легче справиться пожарным с возможным воспламенением, либо предотвратить распространение пожара.
Гидрологические метеорологические станции
Гидрологические метеостанции ведут метеорологические и гидрологические наблюдения над состоянием погоды океанов, морей, рек, озёр и болот. Такие метеостанции располагаются на материках, на морских плавающих станциях, а также существуют речные, озёрные и болотные станции наблюдения.
Бытовые домашние метеостанции

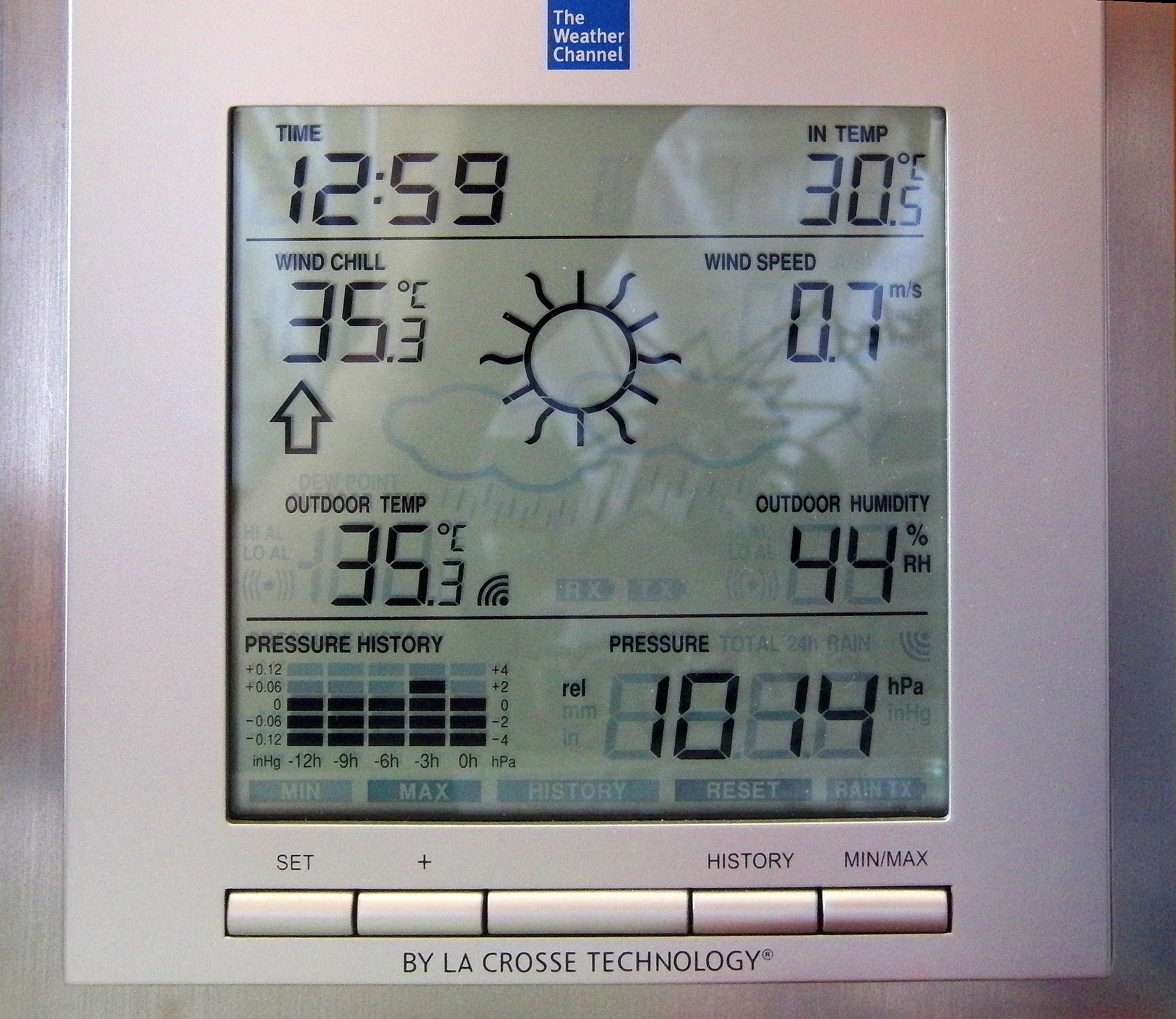
Цифровая метеостанция Лакросс Текнолоджи с монохромным дисплеем выпуска до 2010 года.

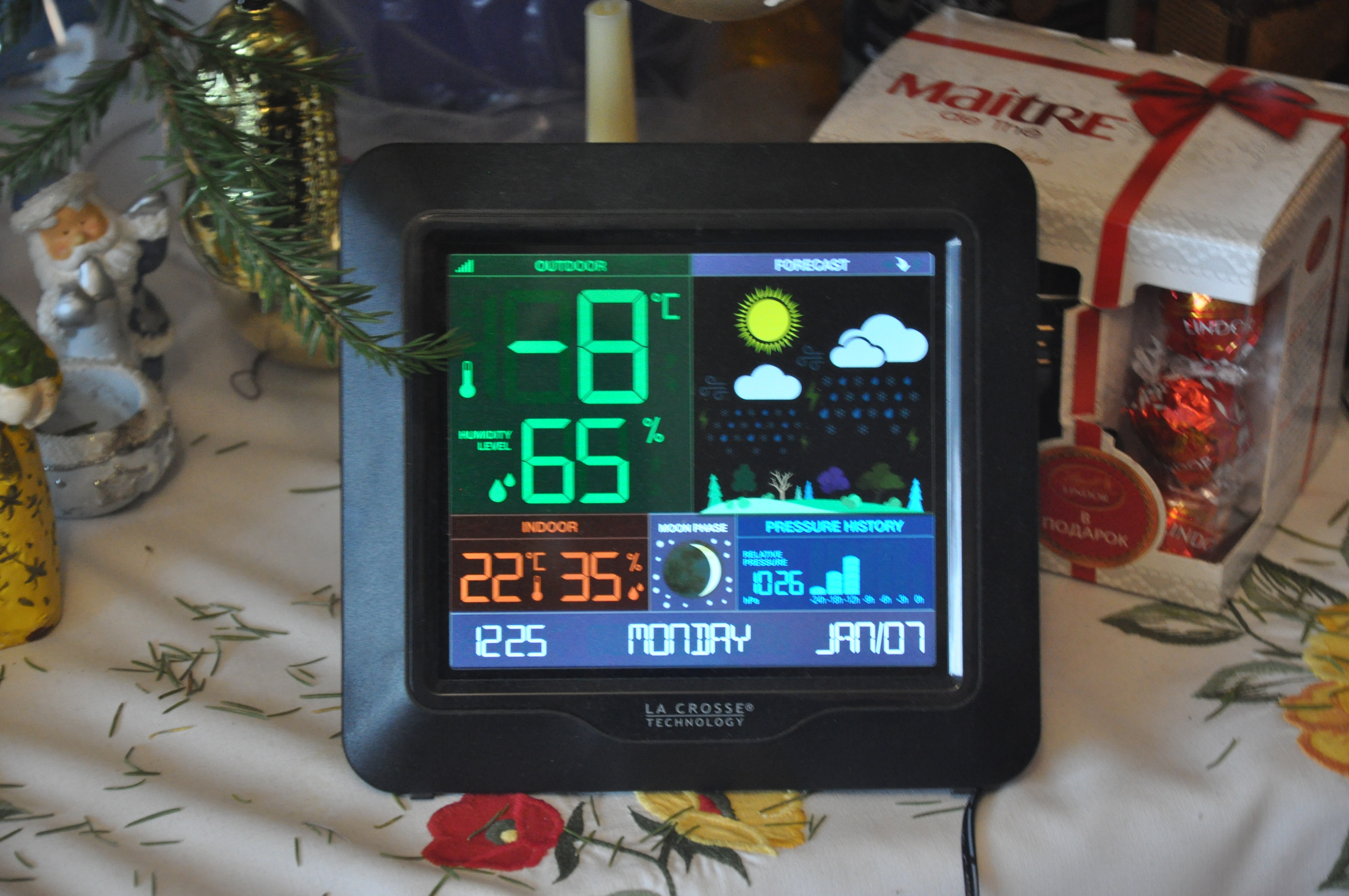
Цифровая метеостанция Лакросс Текнолоджи S84107 выпуска 2017 года, отображающая температуру, влажность воздуха в помещении и на улице, атмосферное давление и его изменение, прогноз погоды на сутки, фазы Луны.

Появились на рынке сравнительно недавно. Родоначальниками бытовых метеостанций являются обыкновенные барометры. Функциональность домашней метеостанции схожа с метеорологической станцией, только обрабатывается гораздо меньше данных, которые поступают с одного или нескольких датчиков, устанавливаемых за окном и в других помещениях.
Домашние метеостанции показывают температуру в помещении, температуру вне помещения, измеряют влажность, атмосферное давление и исходя из обработки процессором полученных данных формируют прогноз погоды на сутки. Работают как от электрической сети, так и от сменных элементов питания.
В последнее десятилетие в мире наблюдается бурный рост числа производителей и поставляемых на рынок моделей домашних метеостанций. По состоянию на начало 2019 года, насчитываются сотни моделей цифровых домашних метеостанций на любой вкус, с различным набором пользовательских функций и стоимостью от нескольких десятков до сотен долларов США. Общей тенденцией является использования беспроводных радиодатчиков, также функции коррекции времени метеостанции по радиосигналам атомных часов. В Европе наиболее продвинутые (и наиболее дорогие, стоимостью не ниже 60-70 евро) домашние метеостанции, помимо указанных параметров определяют скорость и направление ветра, количество осадков, уровень УФ-радиации, а также позволяют распределять полученные данные среди других пользователей (по сети Интернет, либо посредством любительской радиосвязи), и помимо использования собственных беспроводных датчиков температуры и влажности, получают данные прогноза погоды на 3-5 суток по сигналам спутника (технология WeatherDirect). Последние получили наибольшее распространение в Германии, в частности, станции: Aura, Galileo, Twister 300 и аналогичные компании TFA-Dostmann.

### Сноски
1. ↑  Распространённое, но некорректное название часов с автоматической синхронизацией (англ. Radio controlled).